# Двести рублей
Две́сти рубле́й (200 рубле́й) — номинал банкнот и монет, выпускавшихся в Российской империи, СССР и некоторых постсоветских странах, в частности, в России в 1991—1993 годах и с 2017 года.
Советские банкноты образца 1992 года выпускались также Банком России, но при этом продолжали называться билетами Государственного банка СССР.

## Характеристики банкнот
| Изображение     | Изображение       | Размеры (мм) | Основные цвета | Описание | Описание                                    | Описание                               | Дата выхода     | Дата отмены   |
| Лицевая сторона | Оборотная сторона | Размеры (мм) | Основные цвета | Лицевая сторона | Оборотная сторона                           | Водяной знак                           | Дата выхода     | Дата отмены   |
| --------------- | ----------------- | ------------ | -------------- | --- | ------------------------------------------- | -------------------------------------- | --------------- | ------------- |
|                 |                   | 144×71       | Светло-зелёный | Надпись «Билет Государственного банка СССР», портрет В. И. Ленина в профиль, герб СССР, номинал цифрами и прописью | Дворец Съездов, Троицкая башня              | В. И. Ленин                            | 30 октября 1991 | 26 июля 1993  |
|                 |                   | 144×71       | Светло-зелёный | Надпись «Билет Государственного банка СССР», портрет В. И. Ленина в профиль, герб СССР, номинал цифрами и прописью | Дворец Съездов, Троицкая башня              | Пятиконечные звёзды и волнистые полосы | 1 июля 1992     | 26 июля 1993  |
|                 |                   | 130×57       | Розовый        | Сенатская башня Московского Кремля и Российский флаг на куполе здания Сената                                       | Троицкая и Кутафья башни Московского кремля | Пятиконечные звёзды и волнистые полосы | 25 января 1993  | 1 января 1999 |
|                 |                   | 150×65       | Зелёный        | Памятник затопленным кораблям                                                                                      | Херсонес Таврический                        | «200» Памятник затопленным кораблям    | 12 октября 2017 | в обращении   |

## Введение банкноты в оборот в 1991 году
Банкнота в 200 рублей была введена в оборот в СССР осенью 1991 года. В этот период Егор Гайдар, видя неизбежность серьёзного инфляционного всплеска после либерализации цен, запланированной на начало 1992 года, стремился подготовиться к необходимости в дополнительной денежной массе. Он пригласил для встречи генерального директора Гознака Леонида Алексеева и дал ему поручение о подготовке банкнот с номиналом 200 и 500 рублей. Приняв к исполнению поручение Гайдара, Алексеев вскоре столкнулся с противодействием со стороны Верховного Совета в лице его председателя Руслана Хасбулатова, который требовал решения такого рода вопросов на его уровне.
Процесс выпуска новых банкнот был, видимо, заторможен. Но в обороте они тем не менее появились. А уже в январе 1992 года, после резкого инфляционного скачка, даже в обсуждениях в Верховном Совете шла речь уже не о проблемах выпуска банкнот в 200 или 500 рублей, а о банкнотах достоинством в 1000 и 10 000 рублей.

## Введение банкноты в оборот в 2017 году
12 апреля 2016 года Банк России объявил о введении в оборот новых банкнот с номиналом в 200 рублей. В тексте заявления указывалось, что появление этих банкнот упростит денежные операции и не повлияет на общее количество денег в обороте. Новые банкноты вводились за счёт изъятия ветхих. ЦБ подчеркнул, что принятие этого решения было связано с запланированным к концу 2016 года снижением инфляции до 4—6 %.
С июня по октябрь 2016 года был проведён всенародный конкурс по определению символа новых банкнот, в котором победил Памятник затопленным кораблям в Севастополе и вид на Херсонес Таврический. Презентация банкнот состоялась 12 октября 2017 года, в этот же день они введены в оборот.
При создании выпущенных в 2017 году банкнот в 200 рублей и 2000 рублей использовался шрифт Segoe Ui от Microsoft. Банкнота номиналом в 200 рублей имеет лаковое покрытие.
Национальный банк Украины с 17 октября 2017 года запретил операции с этой банкнотой в банках, иных финансовых учреждениях и почтовых отделениях на территории Украины. Этот запрет распространяется также на выпущенную в 2015 году памятную банкноту номиналом 100 рублей, посвящённую присоединению Крыма к Российской Федерации и образованию в её составе новых субъектов — Республики Крым и города федерального значения Севастополя, а также памятные монеты Банка России, посвящённые Крыму и Севастополю.

## Памятные монеты

### Из серебра
Банк России начал выпуск серебряных памятных монет достоинством 200 рублей 22 ноября 1997 года. Первой монетой данного номинала стала монета в честь 275-летия Санкт-Петербургского монетного двора. По состоянию на 2024 год всего было выпущено 8 видов монет, 2 из серебра 900-й пробы качеством «пруф», 6 — 925-й пробы, отчеканены качеством «пруф-лайк» и содержат не менее 3000 граммов чистого металла. До 2012 года — самый крупный номинал российских памятных монет из серебра.
| Изображения | Изображения | Диаметр (мм) | Описания | Описания                                                                                                 | Год выхода     |
| Аверс       | Реверс      | Диаметр (мм) | Аверс | Реверс                                                                                                   | Год выхода     |
| ----------- | ----------- | ------------ | --- | --- | -------------- |
|             |             | 130          | В центре диска — эмблема Банка России (двуглавый орёл художника И.Билибина, под ним надпись полукругом «БАНК РОССИИ»), обрамлённая кругом из точек и надписями по кругу: вверху — «ДВЕСТИ РУБЛЕЙ», внизу — «1999(2003) г», слева — обозначение металла, проба сплава, справа — товарный знак монетного двора, содержание драгоценного металла в чистоте, под ним — порядковый номер монеты. | Монеты данного вида выпускаются в рамках памятных программ Банка России с различными рисунками реверсов. | 1999 2003      |
|             |             | 130          | В центре диска — эмблема Банка России (двуглавый орёл с опущенными крыльями, под ним надпись полукругом «БАНК РОССИИ»), обрамленная кругом из точек и надписями по кругу: вверху — «ДВЕСТИ РУБЛЕЙ», внизу — «20** г.», слева — обозначение металла, проба сплава, справа — товарный знак монетного двора, содержание драгоценного металла в чистоте, под ним — знак порядкового номера монеты «№ __». | Монеты данного вида выпускаются в рамках памятных программ Банка России с различными рисунками реверсов. | 2006 2009 2010 |
|             |             | 130          | В центре диска — рельефное изображение Государственного герба Российской Федерации, над ним вдоль канта — надпись полукругом: «РОССИЙСКАЯ ФЕДЕРАЦИЯ», внизу под гербом в две строки: слева — обозначения металла по Периодической системе элементов Д. И. Менделеева, пробы сплава и порядковый номер монеты № ____, справа — обозначение содержания химически чистого металла и товарный знак монетного двора, внизу в центре в две строки — номинал монеты: «200 РУБЛЕЙ» и год проведения Олимпиады: «2014 г.».      | Монеты данного вида выпускаются в рамках памятных программ Банка России с различными рисунками реверсов. | 2013           |
|             |             | 130          | В центре диска — рельефное изображение Государственного герба Российской Федерации, над ним вдоль канта — надпись полукругом: «РОССИЙСКАЯ ФЕДЕРАЦИЯ», обрамленная с обеих сторон сдвоенными ромбами, внизу под гербом в две строки: слева — обозначения металла, пробы сплава и порядковый номер монеты № ____, справа — обозначение содержания химически чистого металла и товарный знак монетного двора, внизу в центре в три строки — надпись: «БАНК РОССИИ», номинал монеты: «200 РУБЛЕЙ», год выпуска: «2016 г.». | Монеты данного вида выпускаются в рамках памятных программ Банка России с различными рисунками реверсов. | 2016           |

### Из золота
Банк России начал выпуск золотых памятных монет достоинством 200 рублей 2 декабря 1993 года. Первой монетой данного номинала стала монета из серии «Сохраним наш мир: Бурый медведь». По состоянию на март 2024 года всего было выпущено 35 видов монет, все из золота 999-й пробы качеством «пруф»; содержат не менее 31,1 грамма (одна тройская унция) чистого металла. Из них 15 видов было выпущено в 2010 и 2011 годах в рамках серии «Зимние виды спорта»
| Изображения | Изображения | Диаметр (мм) | Описание | Описание                                                                                                 | Год выхода     |
| Аверс       | Реверс      | Диаметр (мм) | Аверс | Реверс                                                                                                   | Год выхода     |
| ----------- | ----------- | ------------ | --- | --- | -------------- |
|             |             | 33           | В центре диска — эмблема Банка России (двуглавый орёл художника И. Билибина), под ним: слева — обозначение металла, проба сплава, в центре — товарный знак монетного двора, справа — содержание драгоценного металла в чистоте. По окружности надписи, обрамлённые кругом из точек: вверху — «200 РУБЛЕЙ 199* г.», внизу — «БАНК РОССИИ». | Монеты данного вида выпускаются в рамках памятных программ Банка России с различными рисунками реверсов. | с 1993 по 1997 |
|             |             | 33           | В центре — эмблема Банка России (двуглавый орёл с опущенными крыльями, под ним — надпись полукругом «БАНК РОССИИ»), обрамленная кругом из точек и надписями по кругу — вверху: «ДВЕСТИ РУБЛЕЙ», внизу: слева — обозначения драгоценного металла и пробы сплава, в центре — дата выпуска «20** г.», справа — содержание химически чистого металла и товарный знак монетного двора.                                                                       | Монеты данного вида выпускаются в рамках памятных программ Банка России с различными рисунками реверсов. | с 2000 по 2015 |
|             |             | 33           | В центре рельефное изображение Государственного герба Российской Федерации, над ним вдоль канта — надпись полукругом «РОССИЙСКАЯ ФЕДЕРАЦИЯ», обрамленная с обеих сторон сдвоенными ромбами, под гербом слева – обозначения драгоценного металла и пробы сплава, справа — содержание химически чистого металла и товарный знак монетного двора, внизу в центре в три строки — надпись «БАНК РОССИИ», номинал монеты «200 РУБЛЕЙ», год выпуска «202* г.». | Монеты данного вида выпускаются в рамках памятных программ Банка России с различными рисунками реверсов. | с 2016         |

### Пробные монеты СССР из золота, серебра и платины
В 1981 году планировалось выпустить памятную монету номиналом 200 рублей серии «Крайний север СССР», по заданию Государственного банка СССР Ленинградский монетный двор изготовил пробную памятную монету номиналом 200 рублей с изображением белого медведя из золота, серебра и платины. В 1990 году планировалось выпустить золотую памятную монету серии «Михаил Горбачев. Перестройка. Гласность», но также закончилось пробными монетами.
Ни один из вариантов монеты номиналом 200 рублей в СССР в серийный выпуск запущен не был.
Судя по весу пробных монет, серийную монету номиналом 200 рублей предполагалось изготавливать из платины (известные экземпляры пробной платиновой монеты номиналом 200 рублей весят около 21,4 грамма (приблизительно 0,7 тройской унции), что примерно соответствует монетной стопе серийных памятных монет из платины (приблизительно 300 рублей из тройской унции платины, серийная монета 150 рублей — 15,67 грамма (приблизительно 0,5 тройской унции)).

## Галерея банкнот

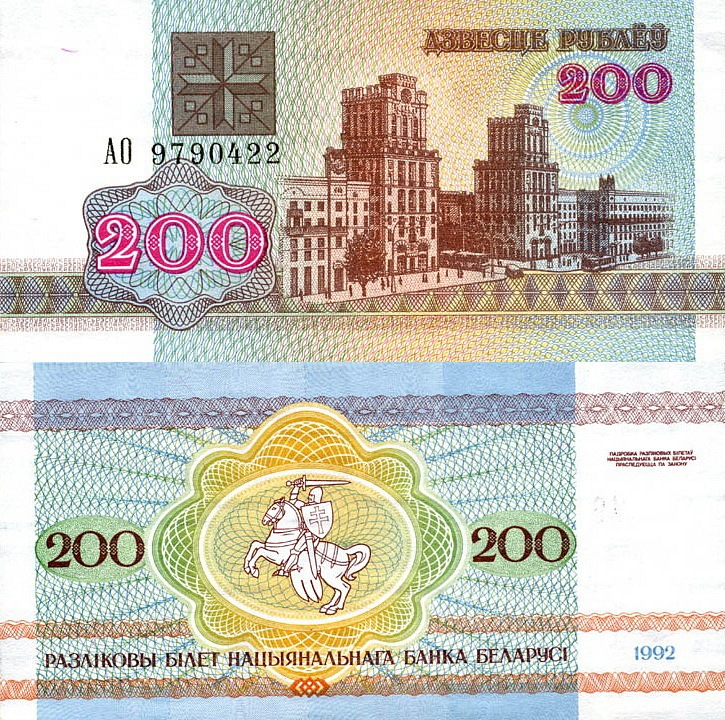
Белорусские 200 рублей (1992)
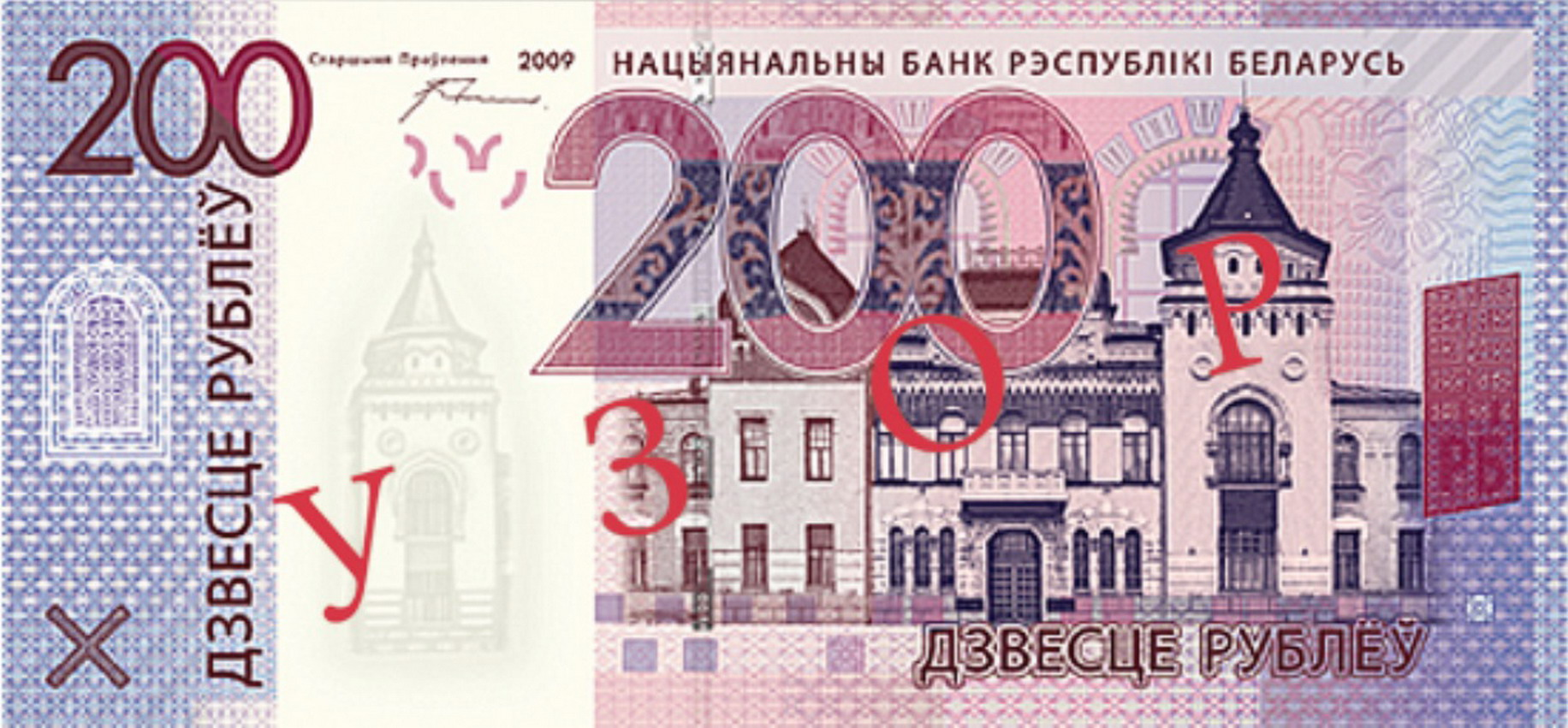
Белорусские 200 рублей (2016)
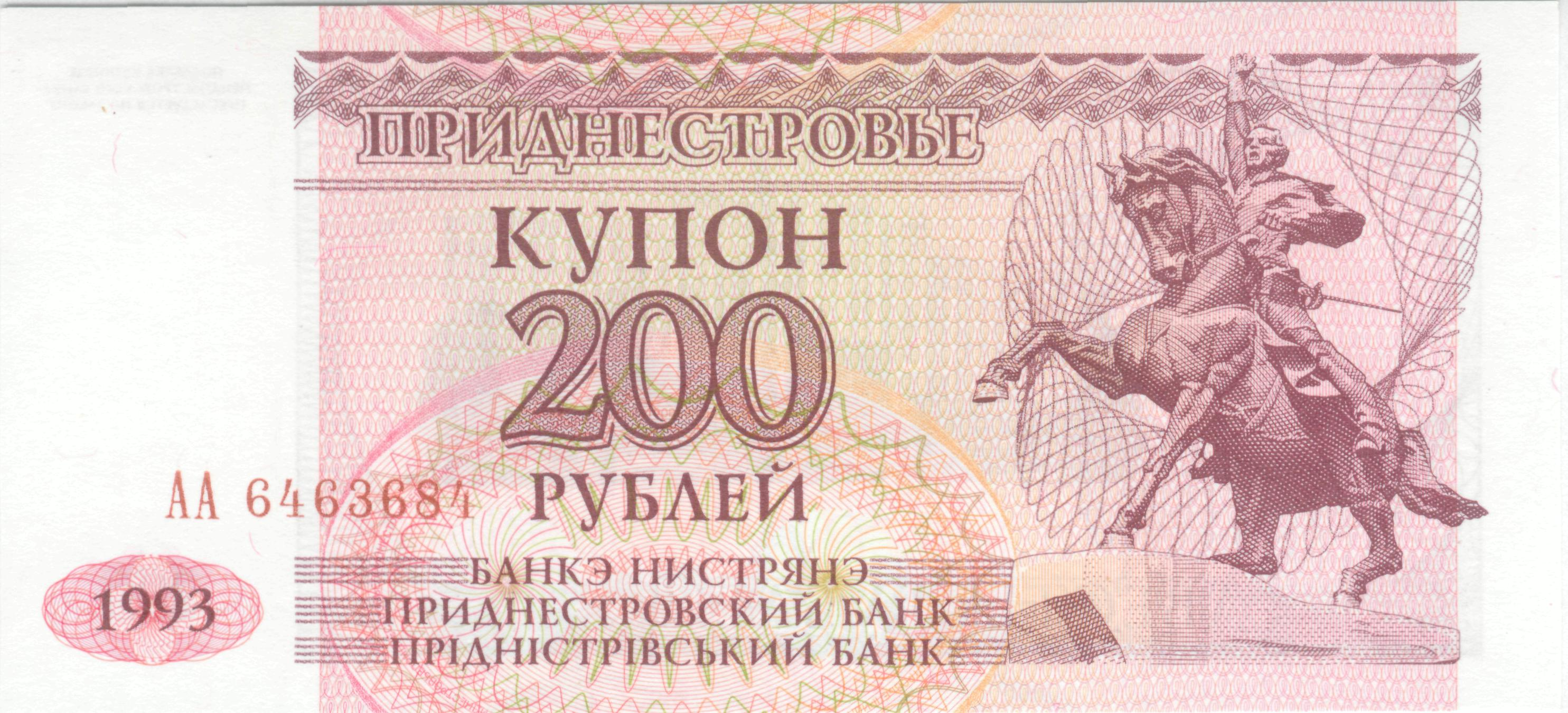
Приднестровские 200 рублей, аверс (1993)
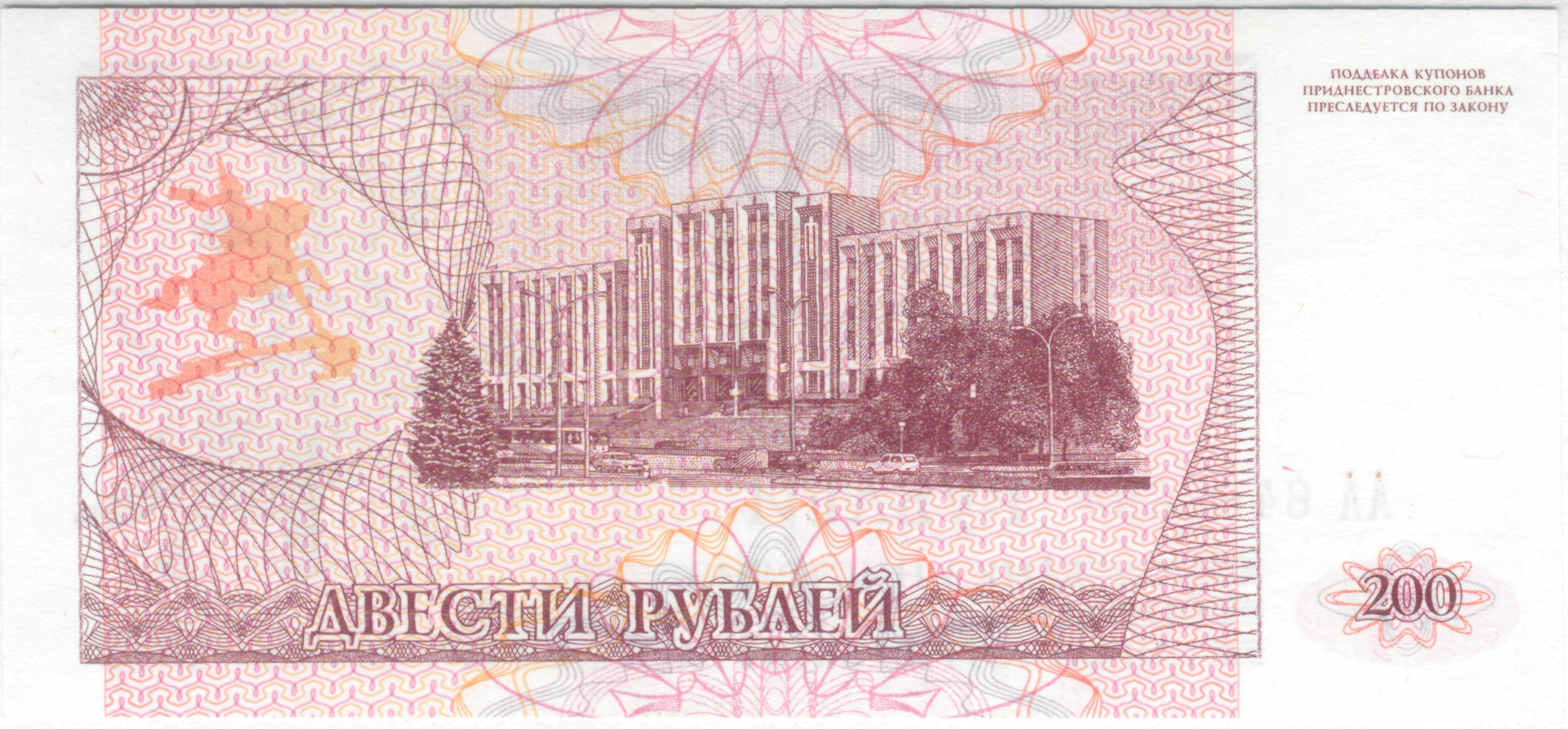
Приднестровские 200 рублей, реверс (1993)
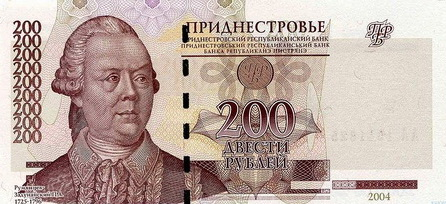
Приднестровские 200 рублей, аверс (2004)
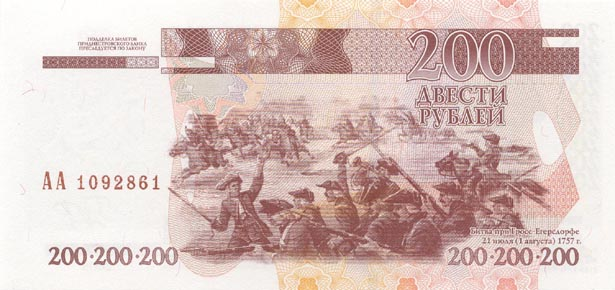
Приднестровские 200 рублей, реверс (2004)
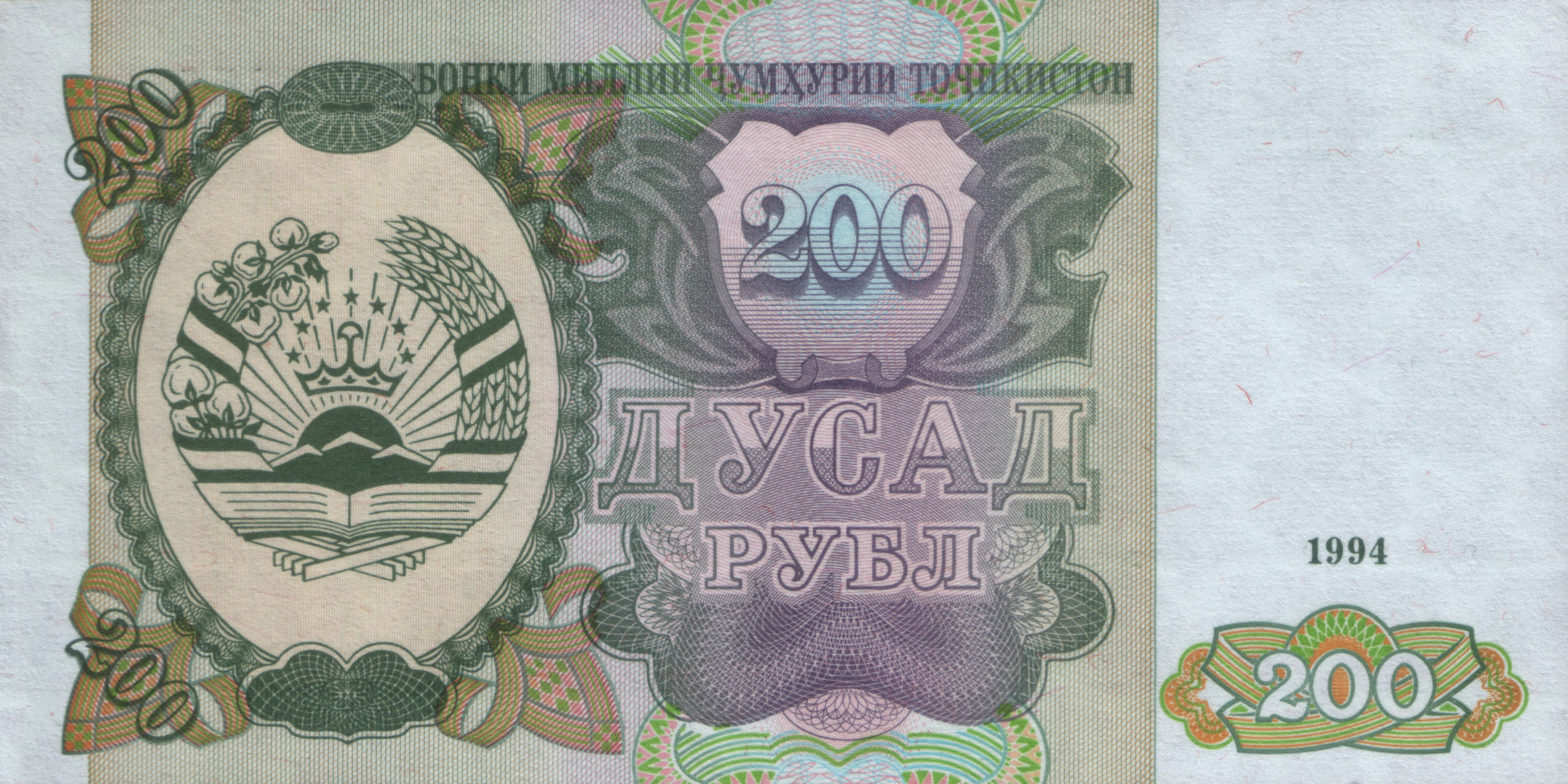
Таджикские 200 рублей, аверс (1994)
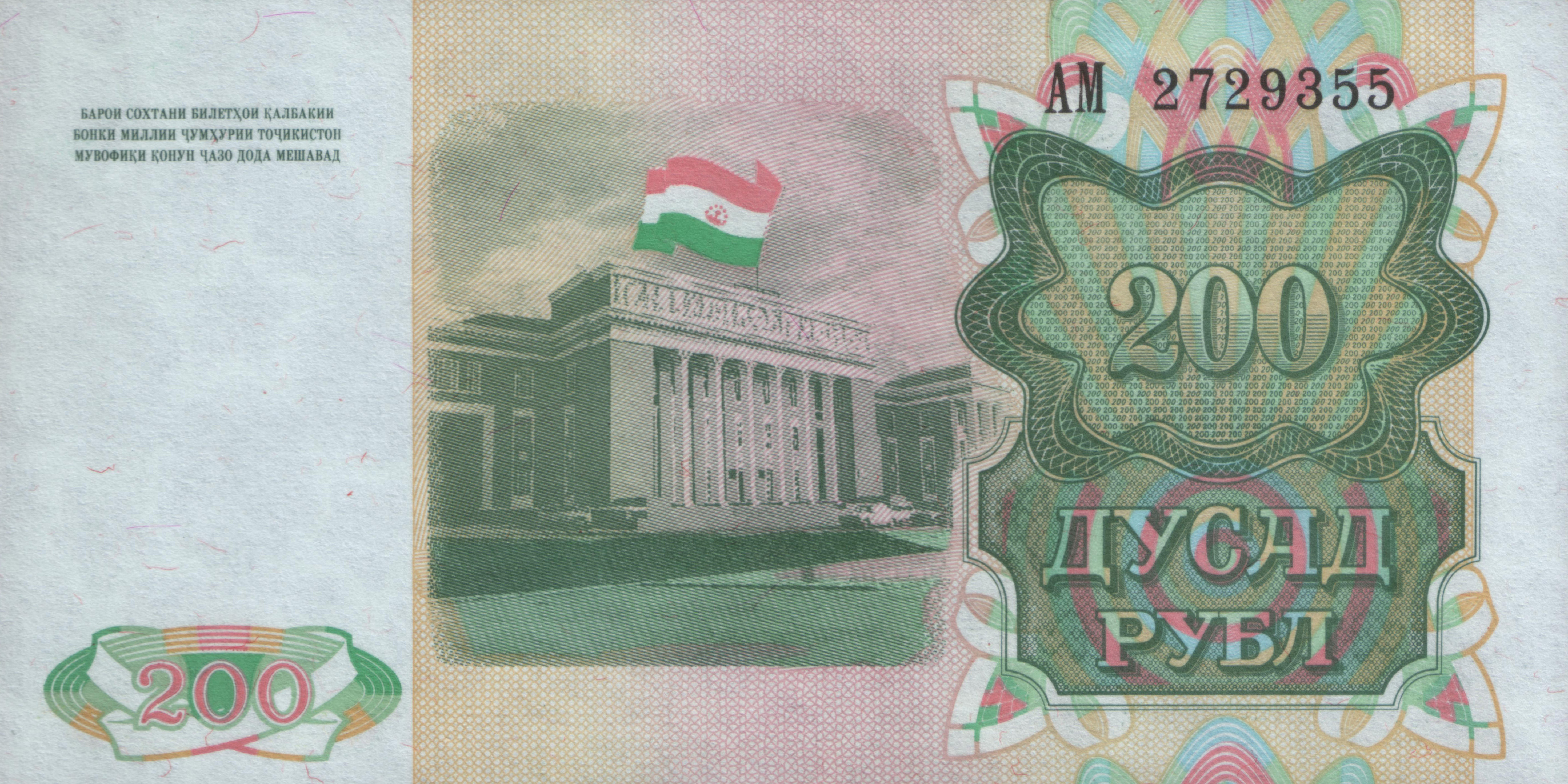
Таджикские 200 рублей, реверс (1994)
Латвийские 200 рублей, аверс (1992)
Латвийские 200 рублей, реверс (1992)